# Río Belaya (Chukotka)
El río Bélaya (del ruso: Река Бе́лая ‘«blanco»’) está localizado en el extremo oriental siberiano de Chukotka en Federación de Rusia, un importante afluente por la izquierda del río Anádyr. Tiene una longitud de 487 km (incluida su fuente más lejana, el río Yurukuveem) y drena una cuenca de 44.700 km².

## Hidrología
El Bélaya se forma por la confluencia de los ríos Yurukuveem —que llega desde el norte y suele considerarse su curso alto, en ruso: Юрумкувеем— y el río Emmyvaam —que drena el lago Elgygytgyn y proviene desde el noroeste—. El Bélaya discurre en dirección sur por zonas poco pobladas de Chukotka y se encuentra con el río Anádyr a 237 km de su desembocadura, en el tramo medio-bajo de su curso. Por debajo de la confluencia con el Bélaya, el Anádyr se separa en múltiples canales más pequeños que se encuentran con el río Tanyurer. 
El Yurumkuveem nace en la meseta del Anádyr, discurriendo en dirección general al sur, primero en un ambiente montañoso y luego en una región llana, con amplias áreas pantanosas, drenando un valle entre la meseta del Anádyr y los montes Pekulnéi, al este. Los principales afluentes del Yurukuveem son: Bol'šoj Pykarvaam, Čaavaam y Bol'šaja Osinovaja, por la izquierda.
El río fluye en una zona de clima muy duro, lo que provoca largos períodos de congelación del agua (en promedio, de finales de octubre y principios de noviembre hasta principios de junio) y debido a esta situación, casi no hay ningún asentamiento a lo largo de su curso, salvo el sеlо de Ust'-Bélaya, situado en la confluencia con el Anádyr.
En las aguas del Bélaya como de sus afluentes es común el hábitat de Coregonus cylindraceus, un tipo de pescado blanco.